# Sphenomorphus celebense
Espèce
Synonymes
- Lygosoma celebense Müller, 1894

Sphenomorphus celebense est une espèce de sauriens de la famille des Scincidae.

## Répartition
Cette espèce est endémique de Sulawesi en Indonésie.

## Étymologie
Son nom d'espèce, composé de celeb[es] et du suffixe latin -ense, « qui vit dans, qui habite », lui a été donné en référence au lieu de sa découverte les Célèbes, l'ancien nom de Sulawesi.

## Publication originale
- Müller, 1895 "1894" : Reptilien und Amphibien aus Celebes. Verhandlungen der Naturforschenden Gesellschaft in Basel, vol. 10, no 3, p. 825-843 (texte intégral).